# Petrey, Alabama
Petrey là một thị trấn thuộc quận Crenshaw, tiểu bang Alabama, Hoa Kỳ. Dân số năm 2009 là 63 người, mật độ đạt 33 người/km².